# Granosolarium
Granosolarium is een geslacht van mollusken, dat fossiel bekend is vanaf het Laat-Krijt. Tegenwoordig telt dit geslacht meerdere soorten.

## Beschrijving
Deze zonneslak heeft een lage kegelvormige schelp met gladde, zeer kleine, iets verzonken liggende eerste windingen, die afgezet zijn met een hogere rand. De schelpsculptuur is samengesteld uit met fijne korreltjes bezette spiraalrichels, die gekruist worden door diagonale groeistrepen. Onder de scherphoekige buitenomtrek bevindt zich een vrijwel vlakke basis. Centraal bevindt zich de trechtervormige umbilicus (open ruimte aan de onderzijde) die de onderzijde van de windingen tot aan de bovenzijde vrijwel blootlegt. De lengte van de schelp bedraagt ongeveer 4 cm.

## Leefwijze
Dit parasitaire, mariene geslacht bewoont ondiepe tot vrij diepe wateren op koralen en andere vastzittende organismen.